# Herbert Fisher

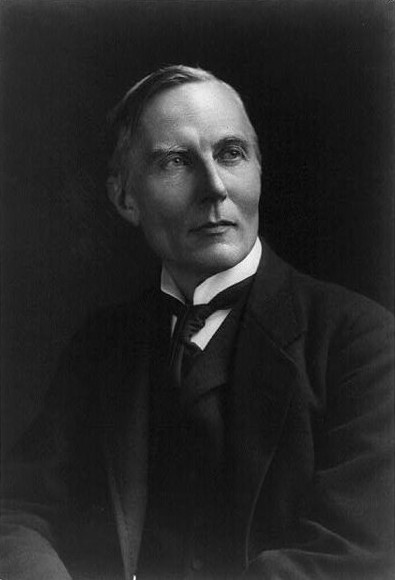
Herbert Fisher

Herbert Albert Laurens Fisher OM (* 21. März 1865 in London; † 18. April 1940 ebenda; auch H.A.L. Fisher) war ein britischer Historiker, Lehrer und liberaler Politiker.
Fisher war der älteste Sohn von Herbert William Fisher (1826–1903), Autor von Considerations on the Origin of the American War, und dessen Frau Mary Louisa Jackson (1841–1916). Seine Schwester Adeline Maria Fisher war die erste Frau des Komponisten Ralph Vaughan Williams, eine weitere Schwester Florence Henrietta Fisher war mit Frederic William Maitland und Francis Darwin verheiratet.
Fisher war ein Cousin von Virginia Woolf und Vanessa Bell. Er wurde in Winchester und am New College (Oxford) ausgebildet. 1899 heiratete er die Historikerin Lettice Ilbert (1875–1956).
1912 war Fisher Vizekanzler der University of Sheffield und 1914 Mitautor des propagandistischen Bryce-Reports. 1916 wurde er als Mitglied der Liberal Party für Sheffield Hallam, den Südwestteil der Stadt, ins House of Commons gewählt. Er wurde 1916 Mitglied des Privy Council und Premierminister David Lloyd George ernannte ihn zum Bildungsminister (President of the Board of Education). Das Board formulierte 1918 den Education Act, welcher allgemeine Schulpflicht bis zum 14. Lebensjahr zum Gesetz erhob.
1918 wurde Fisher Parlamentsmitglied für die Combined English Universities, eines besonderen Wahlbezirkes der Universitäten, und blieb es bis 1926, als er aus der Politik ausschied, um Leiter des New College in Oxford zu werden.
Fisher erhielt 1927 den James Tait Black Memorial Prize für eine Biographie über James Bryce, 1. Viscount Bryce, und 1937 den Order of Merit. Seit 1907 war er Mitglied (Fellow) der British Academy. 1931 wurde er in die American Academy of Arts and Sciences gewählt. 1937 wurde er als auswärtiges Ehrenmitglied in die American Academy of Arts and Letters aufgenommen.
Fisher war zeitlebens mit der Propaganda verbunden. Mit Kriegsbeginn schrieb er ein Vorwort für Richard Crossman. Seine Tochter Mary Bennett (1913–2005) war im Zweiten Weltkrieg Mitarbeiterin des Ministry of Information und trat später in das Colonial Office ein.

## Schriften
- Frederick William Maitland. Downing Professor of the Laws of England. Cambridge: at the University Press, 1910
- The Republican Tradition in Europe. Methuen & co. London 1911
- Der Wert kleiner Staaten. London, Harrison and Sons, 1915.
- The British Share in The War. London. Thomas Nelson and Sons. 1915
- British Universities and the War. A Record & Its Meaning. London: Field & Queen (H. Cox), 1917.
- The common weal. The Clarendon press. Oxford. 1924
- Vorwort für: Gooch, George P.(eabody, 1873-1968): Germany. Scribner 1925
- The Whig Historians. Proceedings of the British Academy, Vol 14. Oxford University Press 1928.
- James Bryce, Viscount Bryce of Dechmont, O.M., 2 Bände, New York, MacMillan Co., 1927.
- mit Fisher, Lettice: The Facts Behind the Crisis. Oxford/London: Oxford University Press/Humphrey Milford, 1931
- Our new religion. Watts. London. 1933.
- Life and Work in England: A Sketch of Our Social and Economic History. London. Edward Arnold. 1935
- Die Geschichte Europas. Stuttgart, Ernst Klett Verlag, 1936.
- Essays in Honour of Gilbert Murray. London: George Allen & Unwin, 1936.
- Napoleon. New York. Oxford University Press. o. J.
- Pages from the Past. Oxford Clarendon Press, 1939.
- Mitautor: The Background and Issues of War. The Clarendon Press Oxford. 1940
- An Unfinished Autobiography. London. Oxford University Press. 1941
- Paris at High Noon. Atlantic Monthly Magazine. 1941
- Vorwort für: R.H.S. Crossman. Government and the Governed. A History of Political Ideas and Practice. London: Christophers, 1942